# エリーザベト・ドロテア・フォン・ザクセン＝ゴータ＝アルテンブルク
エリーザベト・ドロテア・フォン・ザクセン＝ゴータ＝アルテンブルク（ドイツ語：Elisabeth Dorothea von Sachsen-Gotha, 1640年1月8日 - 1709年8月24日）は、ヘッセン＝ダルムシュタット方伯ルートヴィヒ6世の妃。1678年から1688年までヘッセン＝ダルムシュタットの摂政をつとめた。

## 生涯
エリーザベト・ドロテアは、ザクセン＝ゴータ＝アルテンブルク公エルンスト1世とエリーザベト・ゾフィア・フォン・ザクセン＝アルテンブルクの長女である。
1666年12月5日にゴータのフリーデンシュタイン城において、ヘッセン＝ダルムシュタット方伯ルートヴィヒ6世と結婚した。ルートヴィヒ6世はエリーザベト・ドロテアの弟フリードリヒ1世の親しい友人であったが、このとき最初の妃に先立たれており、すでに6子の父であった。
ルートヴィヒ6世とエリーザベト・ドロテアの義理の息子であるルートヴィヒ7世は、遺言でエリーザベト・ドロテアを摂政にすると決定した。ルートヴィヒ7世の死後、1678年にまだ未成年であった息子のエルンスト・ルートヴィヒのためにヘッセン＝ダルムシュタットの摂政となった。エリーザベト・ドロテアは摂政議会のメンバーであり、その長にヴァイプレヒト・フォン・ゲミンゲンを任命した。政治に関心があり、教養があり活動的なエリーザベト・ドロテアは、自ら議会の議長を務めた。ヘッセン＝ダルムシュタットは、エリーザベト・ドロテアの摂政統治下で経済の回復を経験した。
1681年にヘッセン＝ホンブルク＝ビンゲンハイム方伯ヴィルヘルム・クリストフが死去した後、相続をめぐってヘッセン＝ホンブルク家との間で対立が生じた。ビンゲンハイムはもともとゾフィー・エレオノーレ・フォン・ヘッセン＝ダルムシュタットが持参金としてヘッセン＝ホンブルク家にもたらしたものであったため、エリーザベト・ドロテアは継承権を主張し、受け入れられた。
摂政統治下で、もともとビルンガルテンであった場所にダルムシュタット郊外が完成し、ヘレンガルテンが再設計された。エリーザベト・ドロテアはまた、ダルムシュタットで音楽と演劇を奨励した。ホンブルク孤児院も建設された。摂政から退いた後、エリーザベト・ドロテアはブッツバッハの寡婦領に引退し、そこから息子に良い影響を与えようとした。
エリザベート・ドロテアは1667年より52年間にわたる日記を残しており、1667年以降のすべてが保存されている。これは、政治と宮廷生活を記録した最も詳細な日記の1つである。

## 子女
- エルンスト・ルートヴィヒ（1667年 - 1739年） - ヘッセン＝ダルムシュタット方伯
- ゲオルク（1669年 - 1705年）
- ゾフィー・ルイーゼ（1670年 - 1758年） - エッティンゲン＝エッティンゲン侯アルブレヒト・エルンスト2世妃
- フィリップ（1671年 - 1736年）
- ヨハン（1672年 - 1673年）
- ハインリヒ（1674年 - 1741年）
- エリーザベト・ドロテア（1676年 - 1721年） - ヘッセン＝ホンブルク方伯フリードリヒ3世ヤーコプ妃
- フリードリヒ（1677年 - 1708年）